# Arpelar (Oklahoma)
Arpelar est une census-designated place du comté de Pittsburg, dans l'État d'Oklahoma, aux États-Unis,. En 2020, elle compte une population de 291 habitants.